# Город-спутник
Город-спутник — город или посёлок городского типа, находящийся и развивающийся вблизи более крупного, но не далее 30 км от города или крупного предприятия (фабрика, завод, АЭС), и составляющий с ним единую экономическую и демографическую систему. Скопление городов-спутников вокруг определённого центра приводит к образованию агломерации. Роль самих спутников и их географическое расположение во многом зависит от типа агломерации (моноцентрическая или полицентрическая), численности населения, экономической и демографической ситуации в прошлом, настоящем и будущем. Важную роль при формировании городов-спутников играют правительственные органы, частные и государственные предприятия. Со временем, города-спутники могут сливаться с центром агломерации и больше не выделяться на её фоне (такое происходит в Московской агломерации, агломерации Сан-Антонио).

## Специализация
Основная роль городов-спутников — своеобразный вклад в разделение труда между горожанами. В зависимости от экономической специализации, различают города-спутники:
- промышленные (Нововоронеж близ Воронежа)
- курортные
- жилые («спальный район»)
- торговые
- финансовые
- научные (Дубна, Королёв в Подмосковье)
- студенческие (например, так называемый «студенческий городок»)
- военные (военный городок во многих городах РФ и СНГ, также закрытый город).
- исторические (Полоцк и Новополоцк).

Во многих капиталистически развитых обществах с выраженным социально-классовым делением населения, новые города спутники возникают уже не по экономическому, а скорее по классовому, расовому и/или социальному признаку. Так представители высшего класса (элита) стремятся покинуть перегруженный и загазованный центр города и переместиться на загородные виллы, дачи и т. д. Этой тенденцией затронуты многие города РФ (например, закрытые коттеджные посёлки: Рублёвка к западу от Москвы, дачный посёлок Барвиха, посёлок Поле чудес к юго-востоку от Богородицка.